# Loi électorale du Canada
La loi électorale du Canada (anglais : Canada Elections Act) est la loi qui régit l'élection des députés à la Chambre des communes du Parlement canadien.

## Historique
Dans les débuts de la colonisation, le droit de vote était réservé aux citoyens du groupe ethnique dominant propriétaires de leurs biens. Par la suite, la Loi électorale a connu une évolution en dents de scie, avec des avancées et des reculs, de sorte que l'histoire du vote n'est pas du tout homogène dans l'ensemble du Canada. Le vote est étendu aux catholiques propriétaires (1829), aux citoyens masculins âgés de plus de 21 ans et propriétaires de leurs biens (1854), aux femmes (1918). Le suffrage universel est adopté par la Loi des élections fédérales de 1920. Mais il faudra attendre 1960 pour qu'il soit étendu aux populations autochtones dans l'ensemble du Canada.
Faute d'un cadre législatif encadrant le financement des partis politiques, on assiste tout au long du XIXe siècle à de nombreux abus entachant le processus électoral: achat de votes; distribution d'alcool, de porc ou de farine aux électeurs; substitution de personne; importation d'électeurs américains; falsification des listes électorales; intimidation de la part du clergé ou des employeurs; utilisation abusive des fonds publics à des fins électorales.
En 1920, la Loi des élections fédérales instaure le poste de directeur général des élections et lui confie les aspects financiers et logistiques de l'administration des élections fédérales. On évolue vers un système mieux encadré, plus juste et plus universel.

### Refonte de 1970
En 1970, les partis politiques acquièrent une existence juridique de par la nouvelle Loi électorale. Divers amendements apportés à cette loi visent à :
- égaliser les moyens financiers dont disposent les candidats;
- accroître la transparence en exigeant la divulgation de l'information sur le financement électoral;
- augmenter la participation de l'électorat à la vie politique grâce à un système de crédit d'impôt[4].

En 1993, sous l'influence de la Charte des droits et libertés, le gouvernement modernise en profondeur la loi électorale avec le projet de loi C-114, Loi modifiant la Loi électorale du Canada. Celle-ci limite à 1 000 $ les dépenses en publicité électorale des tiers, c'est-à-dire des participants autres que les candidats ou les partis politiques.
En 1989, le gouvernement du Canada met sur pied la Commission royale sur la réforme électorale et le financement des partis chargée d'examiner la conformité des articles de la loi électorale avec l'article 3 de la Charte canadienne des droits et libertés.
En 1996, un amendement à la loi met en place un registre national des électeurs.

### Refonte de 2000
En 2000, la Loi électorale du Canada amende les lois électorales antérieures et modernise en profondeur divers aspects du processus électoral. Elle connaîtra de nombreuses révisions.
En 2003, la loi est étendue de façon à couvrir les contestations en nomination des partis enregistrés.
Le 6 novembre 2006, la Chambre des communes adopte le projet de loi C-16, qui établit des élections à date fixe.

## Aspects principaux
- La loi limite les dépenses de publicité électorale faites par des tiers (groupes de pression, individus désireux d'appuyer un parti favorable à leurs intérêts) : ces derniers doivent maintenant s'enregistrer et divulguer leurs dépenses, qui sont limitées, pour une élection générale, à 150 000 $ à l'échelle nationale et à 3 000 $ dans une circonscription, limites qui sont ajustées chaque année en fonction de l'inflation. Cette mesure a été contestée par Stephen Harper au nom de la Coalition nationale des citoyens et l'affaire est allée jusqu'en Cour suprême. Celle-ci a confirmé la validité de cette disposition, lors du jugement Harper c. Canada (Procureur général) (2004).
- Les partis enregistrés sont soumis à des règles rigoureuses en matière de rapports financiers.
- L'article 329 de la loi électorale interdit de « diffuser le résultat ou ce qui semble être le résultat du scrutin d’une circonscription dans une circonscription avant la fermeture de tous les bureaux de scrutin de cette dernière ». Cet article a été validé par la Cour suprême du Canada dans la cause R. v. Bryan (2007)[10].
- L'article 335 exige que, lors d'une élection générale, toutes les chaînes de radio et de télévision accordent aux divers partis politiques 6 heures et demie de publicité payante durant les heures de grande écoute, soit en soirée pour les chaînes de télévision et en fin d'après-midi pour les postes de radio. Même les organismes qui ne diffusent normalement pas de publicité, tel Radio-Canada, sont tenus d'accepter ces annonces durant une élection fédérale.
- L'article 345 exige que toutes les chaînes de radio et de télévision licenciées par le CRTC et qui rejoignent une majorité de Canadiens dans leur langue de diffusion accordent du temps d'antenne gratuit à des publicités électorales, en plus des heures payantes mentionnées plus haut. Il n'y a cependant aucune règle sur les heures où ces annonces gratuites doivent être diffusées, et la plupart des réseaux confinent ces émissions à des heures tardives[11].
  - En 2011, les réseaux visés par cette mesure sont CBC Television, Télévision de Radio-Canada, CBC Radio One, Première Chaîne, TVA et V. Le temps d'antenne gratuit varie d'un réseau à un autre, entre 3,5 heures pour Radio-Canada et 62 minutes pour TVA.
  - Dans le passé, CTV et le réseau Radiomédia / Corus Québec ont aussi été tenus d'offrir du temps d'antenne gratuit, mais Corus a cessé ses opérations et CTV n'a plus obtenu de licence du CRTC depuis 2001. Les réseaux privés ou les chaînes spécialisées distribuées par câble ne sont pas assujetties à cette mesure.
- L'article 482 dispose que toute personne qui, lors d'une élection, « par intimidation ou par la contrainte, force ou incite une autre personne à voter ou à s’abstenir de voter ou à voter ou à s’abstenir de voter pour un candidat donné » ou encore « incite une autre personne à voter ou à s’abstenir de voter ou à voter ou à s’abstenir de voter pour un candidat donné par quelque prétexte ou ruse, notamment en tentant de lui faire croire que le scrutin à une élection n’est pas secret » commet une infraction passible, sur déclaration de culpabilité par procédure sommaire, d'une amende de 2 000 $ ou une année de prison, ou les deux, et dans le cas d'une mise en accusation, d’une amende maximale de 5 000 $ et d’un emprisonnement maximal de cinq ans, ou de l’une de ces peines[12].